# 高橋泰
高橋泰（1980年9月29日—），日本職業足球員，現時效力日乙球會讚岐卡馬達馬尼，他曾效力廣島三箭、千葉市原等球會。
2013年從FC愛媛外借加盟期間為球隊於日足聯攻入不少重要入球，而於2013年的日乙升班附加賽對鳥取飛翔的賽事中，在首回合先為球隊取得一球，助球隊先開紀錄，以1:1踢成平手。次回合一箭定江山，作客以1:0擊敗對手而獲得升班資格，高橋泰兩回合憑出色表現助球隊成功歷史性升班。於2014年正式加盟讚岐。

## 外部連結
- アビスパ福岡選手紹介 FW 9
- From Yutaka GET!! （页面存档备份，存于） 本人のブログ